# Архиповка (Воронежская область)
Архиповка — село в Россошанском районе Воронежской области.
Административный центр Архиповского сельского поселения.

## География

### Улицы
| - ул. 1 Мая - ул. Ворошилова - ул. Гагарина - ул. Дружбы - ул. Ленина | - ул. Мира - ул. Октябрьская - ул. Подгорная - ул. Пролетарская - ул. Садовая |

## Население
| 1859 | 1897  | 2010  |
| ---- | ----- | ----- |
| 1178 | ↗1312 | ↗1336 |